# Бои за Созополь
Бои за Созополь (болг. Боеве за Созопол) — боевые действия, которые велись за контроль над Созопольским портом во время Русско-турецкой войны 1828-1829 годов.
В декабре 1828 года во время разведывательного рейда в Бургасскую бухту российский контр-адмирал Михаил Николаевич Кумани оценил важность Созополя как удобного порта на юге Балкан, находящегося в относительной близости к Босфору.
Через два месяца Кумани снова прибыл перед городом во главе эскадры из 8 кораблей (3 линейных корабля, 2 фрегата и 3 канонерские лодки), всего 335 орудий, и с 1162 солдатами на борту. План взятия крепости был одобрен лично императором Николаем I.
После отказа турецкого коменданта сдаться, в течение 15 февраля огнем русских корабельных орудий были подавлены все береговые батареи противника, а утром 16 февраля под прикрытием тумана 500 русских десантников высадились на берег. Завидев их, турецкий гарнизон (1600 человек) покинул Созополь. Комендант турецкого гарнизона Хамиль-паша был взят в плен. Трофеями русских стали 2 знамени, 11 орудий, большое количество боеприпасов и продовольствия. После взятия города русские тут же начали возводить в нём новые укрепления.
Только через месяц, османские войска попытаться вернуть Созополь. За это время силы под российским командованием в городе выросли до 3000 бойцов, включая Созопольский болгарский отряд фракийских добровольцев Стойко Маврудова численностью 1000 человек. 
28 марта 1829 года турецкие войска (4000 пехоты, 1500 кавалерии) предприняли отчаянную попытку вернуть Созополь. Штурм крепости продолжался весь день, но был успешно отбит совместными силами русской армии, флота и крепостной артиллерии. Исход боя решила контратака русского резерва. Во время боя погибло 27 матросов и солдат в крепости и 5 матросов на кораблях. Турки, потеряв убитыми 250 человек, отступили.
После этого боя Созополь стал главной базой русских военно-морских операций до конца войны. В апреле в порт перебрасываются основные силы Черноморского флота во главе с адмиралом Алексеем А. С. Грейгом. Из Созополя он парализовал турецкое снабжение по морю и помог армии И. И. Дибича, перешедшей через Балканы, в доставке продовольствия и взятии Месемврии.